# چارتوویتسه
چارتوویتسه (به لهستانی:  Czartowice) یک روستا در لهستان است که در گمینا بیاوا (استان اوپوله) واقع شده‌است.